# Fricativa pós-alveolar surda
| Fricativa pós-alveolar surda | Fricativa pós-alveolar surda |
| ---------------------------- | ---------------------------- |
| AFI – número                 | 134                          |
| AFI – Unicode                | ʃ                            |
| AFI – imagem                 |                              |
| Entidade HTML                | &#643;                       |
| X-SAMPA                      | S                            |
| Kirshenbaum                  | S                            |
| Som Exemplo                  |                              |

A fricativa palatoalveolar surda é um tipo de fone consonantal empregado em alguns idiomas. O símbolo deste som no alfabeto fonético internacional é "ʃ", enquanto no X-SAMPA é "S". Este som ocorre no português em palavras como "chave" e "faixa".

## Características
- Seu modo de articulação é fricativo.
- Seu ponto de articulação é palatoalveolar.
- É surda em relação ao papel das pregas vocais.
- É oral em relação ao papel das cavidades bucal e nasal.